# آنجان چاکراوارتی
انجان چاکراوارتی (به انگلیسی: Anjan Chakravartty) فیلسوف تحلیلی و استاد فلسفه دانشگاه نوتردام است. او دوره دکتری را در دانشگاه کمبریج گذراند و مدتی در دانشگاه تورنتو تدریس می‌کرد. عمده آثار او در حوزه فلسفه علم، متافیزیک و معرفت‌شناسی است.